# Beaucoup de plaisir
Albums de Les Trois Accords
Joie d'être gai
(2015) Présence d'esprit
(2022)
Singles
1. Corinne
Sortie : août 2018
2. Ouvre tes yeux Simon!
Sortie : février 2019
3. Bactérie #1
Sortie : octobre 2019
4. Rebecca
Sortie : mai 2020
5. Commotion (sur le ponton)
Sortie : octobre 2020

Beaucoup de plaisir est le sixième album studio du groupe rock québécois Les Trois Accords, sorti le 2 novembre 2018. L'album a été réalisé par Simon Proulx, Gus van Go ainsi que Werner F. et il a été enregistré dans le studio d'enregistrement Wild Studio, Planet Studio.
Beaucoup de plaisir a été nommé au gala de l'ADISQ en 2019 pour l'album de l'année (rock), l'album de l'année (choix de la critique) et pour la chanson de l'année (Ouvre tes yeux Simon!).

## Liste des titres
| No  | Titre                     | Durée |
| --- | ------------------------- | ----- |
| 1.  | Beaucoup de plaisir       | 2:50  |
| 2.  | Corinne                   | 3:07  |
| 3.  | Ouvre tes yeux Simon!     | 3:19  |
| 4.  | Commotion (sur le ponton) | 3:07  |
| 5.  | Rebecca                   | 3:03  |
| 6.  | Tout le monde capote      | 3:43  |
| 7.  | Bactérie #1               | 3:15  |
| 8.  | Automobile                | 3:37  |
| 9.  | Albino trois-quarts       | 2:47  |
| 10. | Activité de groupe        | 3:50  |
| 11. | Cernes noirs              | 2:48  |